# Chromogobius zebratus

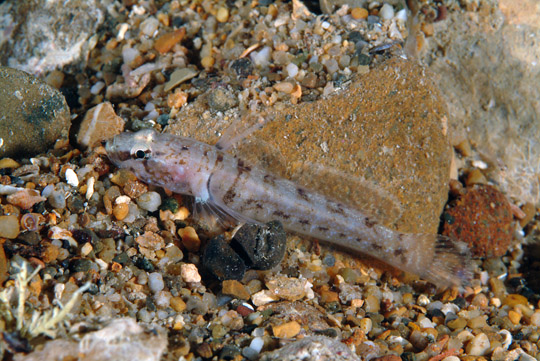
Chromogobius zebratus

Chromogobius zebratus és una espècie de peix de la família dels gòbids i de l'ordre dels perciformes.
Els mascles poden assolir 5,3 cm de longitud total.

## Subespècies
- Chromogobius zebratus levanticus (Miller, 1971)
- Chromogobius zebratus zebratus (Kolombatovic, 1891)[4]

## Hàbitat
És un peix marí, de clima subtropical i demersal.

## Distribució geogràfica
Es troba a la mar Mediterrània, incloent-hi la mar Adriàtica.

## Observacions
És inofensiu per als humans.